# Mellem førerhunde
|  | Denne artikel er oprettet af botten Steenthbot ud fra en ekstern database. Den kan derfor have sproglige fejl eller mangler. Denne skabelon kan fjernes efter kontrol af indholdet. |

Mellem førerhunde er en dansk kortfilm fra 2018 instrueret af Lisbeth Ertner Sundberg.

## Handling
Fanget i frustrationen over sit forliste ægteskab udnytter en forretningsmand magtliderlige kvinder seksuelt. På vej på kvindejagt hjælper han modvilligt en skadet blind kvinde hjem til sin lejlighed. Som timerne går vækker den mystiske kvinde mandens behov, tanker og stilstand.

## Medvirkende
- Johannes Larsen, Manden
- Julie Grundtvig Wester, Kvinden
- Mette Alvang, Chef
- Fatma Abdulkarim, Kvinde i seng
- Anna Bård, Bartender